# Pseudechiniscus goedeni
Pseudechiniscus goedeni is een soort in de taxonomische indeling van de beerdiertjes (Tardigrada). 
Het diertje behoort tot het geslacht Pseudechiniscus en behoort tot de familie Echiniscidae. De wetenschappelijke naam van de soort werd voor het eerst geldig gepubliceerd in 1964 door Grigarick, Mihelcic & Schuster.